# Mlada gvardija
Mlada gvardija (bulgariska: Млада гвардия) är ett distrikt i Bulgarien.   Det ligger i kommunen Obsjtina Vetrino och regionen Oblast Varna, i den östra delen av landet, 300 km öster om huvudstaden Sofia.
Trakten runt Mlada gvardija består till största delen av jordbruksmark. Runt Mlada gvardija är det ganska tätbefolkat, med 52 invånare per kvadratkilometer.